# Boris de Fast
Boris de Fast, geboren als Boris Fastowitsch, (* 6. Juni 1890 in Feodossija, Russisches Kaiserreich; † 1. Februar 1973 in Paris) war ein russischstämmiger und den Großteil seines Lebens in Frankreich residierender Schauspieler bei Bühne und Film sowie ein Filmeditor, Drehbuchautor und zuletzt Maskenbildner. 

## Leben
Der von der Krim stammende Boris de Fast gehörte einer Schauspieler-Familie an. Bis 1921 leitete er die eigene Familientheatertruppe. Nachdem die Bolschewisten auch in seiner südukrainischen Heimat endgültig die Macht übernommen hatten, kehrte er dem Land den Rücken zu und folgte seiner Schwester, der Schauspielerin Nathalie Kovanko, und ihrem Ehemann, dem Filmregisseur Viktor Tourjansky, im Strom zahlreicher russischer Künstler via Konstantinopel, Athen und Italien nach Westeuropa. In Frankreich, wo sich bereits eine Reihe von weißrussischen Film- und Theaterschaffenden niedergelassen hatte, setzten de Fast, seine Schwester und ihr Gatte ihre filmischen Tätigkeiten fort. De Fast sollte Tourjansky auch in Zukunft eng verbunden bleiben.
De Fast wirkte wie seine Schwester zu Stummfilmzeiten in einer Reihe von Tourjansky-Inszenierungen mit, aber auch in Werken anderer exilrussischer Regisseure sowie in Abel Gances großangelegtem Feldherrn-Porträt Napoleon. In den letzten zwei Stummfilmjahren (1928 bis 1930) sah man Boris de Fast mit so verschiedenartigen Produktionen wie Wolga-Wolga, Manolescu, Das Schiff der verlorenen Menschen und Das Land ohne Frauen auch in deutschen Filmstudios. Der deutschen Sprache nicht mächtig, war seine Schauspielkarriere hier aber ebenso wie in Frankreich mit Beginn der Tonfilm-Ära weitgehend beendet. De Fast suchte sich andere Betätigungsfelder, schrieb zunächst (in den frühen 1930er Jahren) Drehbücher (erneut für Tourjansky), betätigte sich kurzzeitig auch als Schnittmeister und konzentrierte sich schließlich auf die Arbeit eines Maskenbildners. Letztgenannte Tätigkeit übte de Fast noch bis 1966 aus, danach zog er sich aus der Öffentlichkeit ins Privatleben zurück.

## Filmografie
als Schauspieler
- 1924: Karnevalsrausch (La Femme masquée)
- 1924: Der galante Prinz (Le prince charmant)
- 1926: Der Kurier des Zaren (Michel Strogoff) (auch Drehbuchmitarbeit)
- 1926: Napoleon
- 1927: En plongée
- 1927: Der Schachspieler (Le Joueur d'échecs)
- 1927: Princesse Masha
- 1928: Wetterleuchten (Tempest)
- 1928: Die Stunde der Entscheidung (The Woman Disputed)
- 1928: Wolga-Wolga
- 1929: Diane
- 1929: Manolescu
- 1929: Das Schiff der verlorenen Menschen
- 1929: Das Land ohne Frauen
- 1929: Spielereien einer Kaiserin
- 1930: Die heiligen drei Brunnen
- 1930: La Femme d'une nuit (auch ital. Vers.)
- 1934: L'Homme à l'oreille cassée

als Drehbuchautor
- 1926: Der Kurier des Zaren (Michel Strogoff)
- 1933: Hélène (L’ordonnance)
- 1934: Der falsche Zar von Kasan (Volga en flammes) (auch Regieassistent)

als Filmeditor
- 1933: Hélène (L’ordonnance)
- 1933: Die Schlacht (La Bataille)
- 1935: Schwarze Augen (Les Yeux noirs)
- 1937: Die Lüge der Nina Petrowna (Le Mensonge de Nina Petrovna)
- 1938: Adrienne Lecouvreur

als Maskenbildner
- 1926: Napoleon
- 1934: Les Affaires publiques
- 1939: Diebe und Liebe (Battement de coeur)
- 1946: Chanson der Liebe (Étoile sans lumière)
- 1946: Martin Roumagnac
- 1947: La Fleur de l'âge
- 1948: Die schrecklichen Eltern (Les Parents terribles)
- 1950: Drei Telegramme (Trois télégrammes)
- 1951: Rauschgift Curare (Identité judiciaire)
- 1952: Une fille sur la route
- 1953: Grand Gala
- 1954: Les Intrigantes
- 1954: Frou-Frou, die Pariserin (Frou-Frou)
- 1955: Gervaise
- 1956: In 80 Tagen um die Welt (Around the World in 80 Days)
- 1957: Du hast noch drei Tage (Trois jours à vivre)
- 1957: Polizeiaktion Dynamit (Échec au porteur)
- 1957: Fahrstuhl zum Schafott (Ascenseur pour l'échafaud)
- 1959: Tatort Paris (125, rue Montmartre)
- 1961: Oberst Strogoff (Le Triomphe de Michel Strogoff)
- 1966: Die Abenteurer (Les Aventuriers)